# Espejo y paradigma mariano
Espejo y paradigma mariano es, en el cristianismo, para mujeres y para hombres, la Virgen María por cuanto es un referente o modelo de comportamiento. Ese espejo reflejó, en el medievo, la imagen de aquellas virtudes que se atribuyeron a María por considerarlas virtudes femeninas. Durante el Renacimiento se perfila una imagen conforme al ideal de belleza renacentista. El paradigma mariano, después del conflicto religioso y político que plantearon la Reforma Protestante y la Contrarreforma, pasó a ser un referente para quienes estuvieron bajo la influencia del Concilio de Trento y del Tribunal del Santo Oficio.

## Espejo mariano en la Edad Media

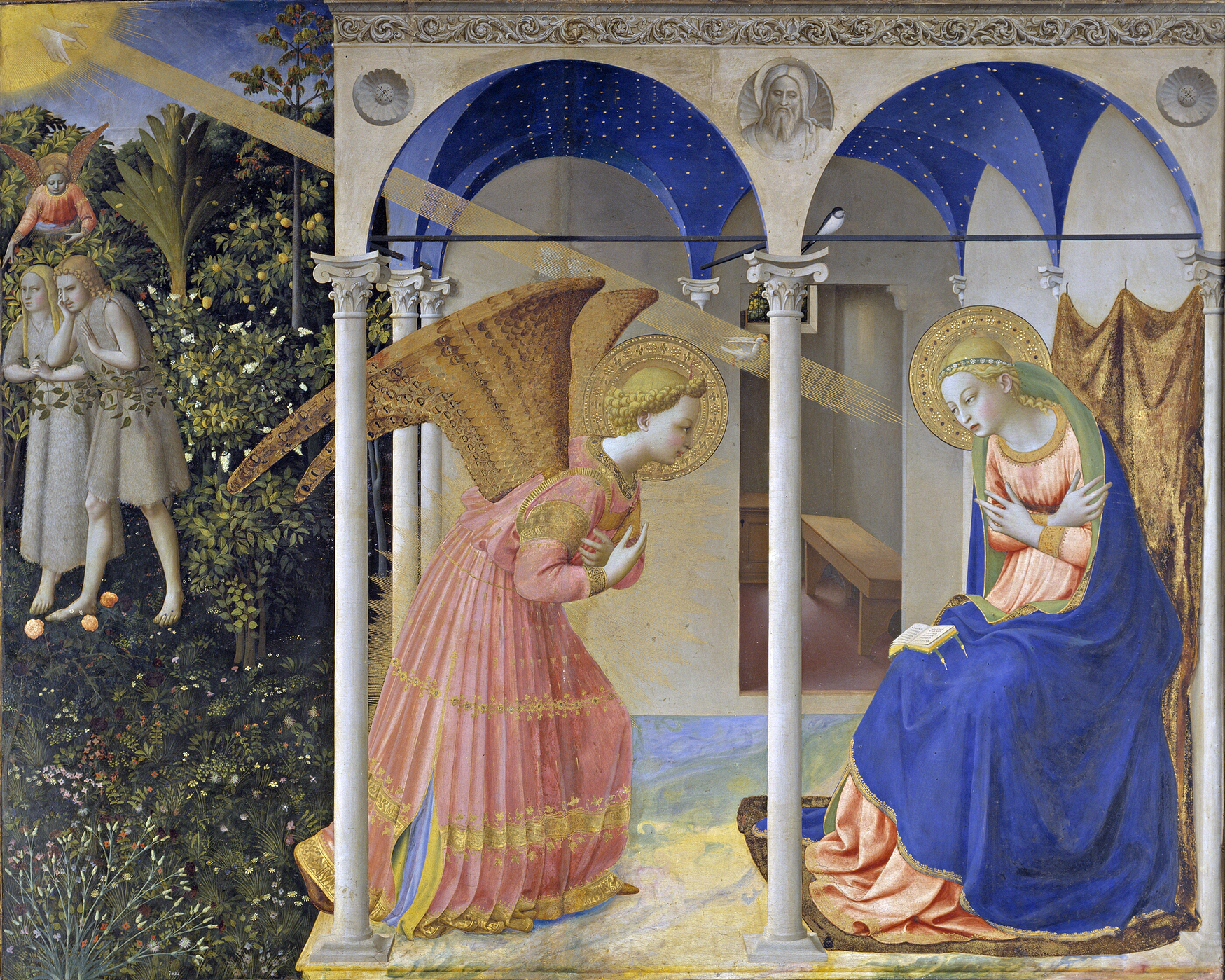
Fra Angelico. La Anunciación.

En el siglo XII, la devoción mariana hizo resurgir la figura de María y de Jesús como referentes o modelos de conducta sociales, basados en la naturaleza de los sexos, de forma que el orden social se consideraba querido por el Cielo. Frente a Eva pecadora, la Nueva Eva.  Las virtudes de la Virgen eran las femeninas y debían ser modelo tanto para mujeres como para hombres. Así se deduce de las Homilías en honor de la Virgen, pronunciadas por San Bernardo ante los monjes de su comunidad. La contradicción interna entre la grandeza virginal de la figura de María y las supuestas debilidades inherentes a su condición femenina, se resolvió fortaleciendo esas debilidades genéricas de su sexo, mediante el ejercicio de las virtudes que debían orientarse hacia la práctica de la obediencia. Este paradigma fue muy importante en la América Colonial.

### Modelo de casadas
María, en cuanto Madre espiritual es modelo de casadas. Las mujeres casadas pueden mirarse en el espejo de María y, concretamente, poner en práctica virtudes como la humildad, la abnegación, la disponibilidad y la actitud caritativa hacia propios y extraños. Estas virtudes son las genuinamente marianas.

### Modelo de religiosas
María, en cuanto Virgen Inmaculada, es espejo de religiosas. Virgen consagrada a Dios, es el ideal de perfección para hombres y mujeres de vocación claustral, especialmente para las monjas, y también para aquellas jóvenes que, destinadas al matrimonio, esperan la hora de consumarlo.

### Espejo de la Iglesia
María, en cuanto que Madre de Dios, es 'espejo' de la Iglesia. Por su virtud de la castidad, por su dedicación a la meditación y la oración, las vírgenes cristianas pueden aspirar a realizar papeles similares. Y así desde los primeros siglos del cristianismo hubo mujeres que merecieron ocupar un puesto entre los padres de la Iglesia. Son las llamadas "madres del desierto".
Luego, ya en la Edad Media, fue justificación de la autoridad de las abadesas sobre las comunidades monásticas. Por eso María es proclamada como "espejo de la Iglesia", "patrona de las vírgenes".
María es referente de todas las condiciones sociales. Los poetas se refieren a ella con apelativos cariñosos sinónimos de madre, reina, señora, criada, gloriosa y como terrena; "poderosa, en la cúspide del orden social y como humilde en la indefinición de las masas populares".

Gracias a Ella adquirieron categoría de valores universales ciertos rasgos como la piedad, la misericordia o la caridad, que la axiología impregnada de signos violentos del altomedievo había considerado debilidades femeninas o actividad de monjes.

## Reflejo en el amor cortés
Surge, entonces, el amor cortés que supuso un refinamiento de costumbres que tornaron más refinadas. Sin embargo convierte a la mujer en ser amado y no un «ser que ama». La convierte en un ser pasivo, casi inexistente, objeto del amor del poeta.

A la mujer se la glorifica, se la deifica, se la compara a una flor, a una diosa o a la Virgen María; en resumen, se la coloca en un pedestal: ha dejado de existir como sujeto activo, para convertirse en el objeto pasivo del amor, del odio o de la indiferencia masculina.

## Reflejo en el Renacimiento y Barroco
El desarrollo de la cultura urbana fue para las niñas igual que para los niños una oportunidad de acceder al saber y al conocimiento.

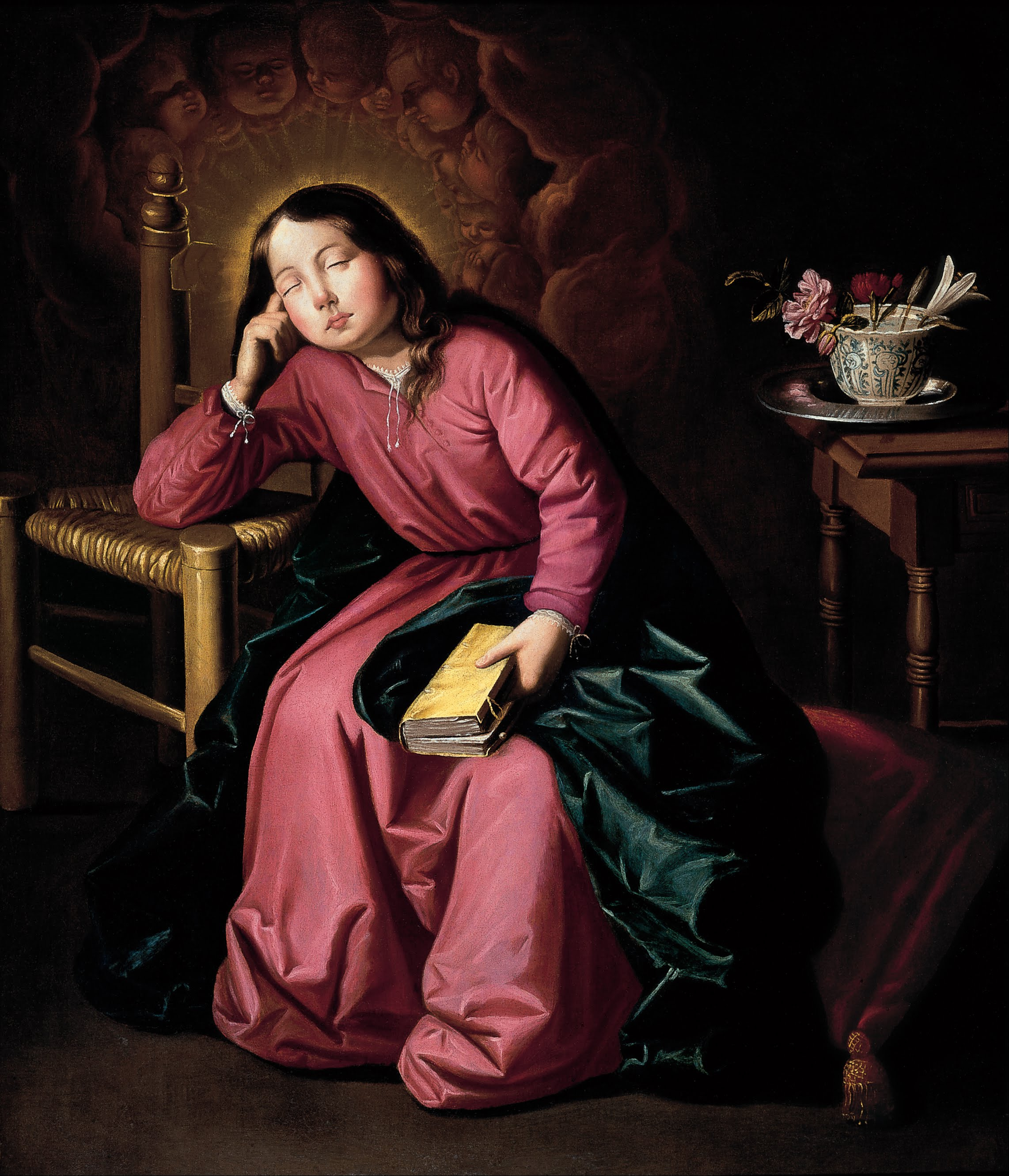
Francisco de Zurbarán. Virgen niña dormida.

Durante los siglos XIII y XIV, las mujeres, a pesar de las prohibiciones, lograron acceder a la Universidad y ejercer como profesionales de la medicina.
Sin embargo, poco a poco fueron sustituidas por los varones. El renacimiento fue un mundo intelectual y artístico del que se excluyó definitivamente a la mujer, por eso se considera que fue la muerte intelectual y artística de la mujer. La humanidad se redujo a la parte masculina.

El estudio de los fondos bibliográficos es fundamental para comprender la formación de las mentalidades y su evolución a lo largo de los siglos. Existe una radical diferencia entre lo que leen los hombres y las mujeres. Con la culminación del Concilio de Trento, la Iglesia Católica modeló un nuevo estilo de pensamiento y de semblante: el interés primordial se centró en reservar el saber teológico y filosófico a una elite restringida.

Se dispuso definitivamente que las mujeres no podían recibir la ordenación sacerdotal ni convertirse en miembros del clero secular, solo pertenecían al mundo eclesiástico como monjas o religiosas de segundo orden. Estableció reglas de clausura para los monasterios de mujeres y otras que impidieron a las monjas seguir aprendiendo latín, filosofía y teología.
Virginidad y maternidad fueron los dos paradigmas de mujer que, como depositaria de la honra familiar debía estar alejado del espacio de la razón, donde no sucumbiera a la continua tentación de los “pecados de la carne”.
La mujer, legalmente fue considerada menor de edad de por vida, sujeta primero a la potestad del padre y luego a la del marido, o, en su defecto, a la de la autoridad religiosa competente.
El paradigma no fue seguido por quienes se convirtieron al protestantismo. Monjas como Marie Dentière y Catalina de Bora, no tuvieron que alejarse de espacios de la razón. Pero fueron también, conforme a la legislación civil, menores de edad.
En el Barroco de Indias, la relación mujer-saber se estableció sobre tres bases: la vigilancia masculina, la consideración de la lectura y la escritura de mujeres como “labor de manos” y el vínculo entre saber femenino y espacio sagrado.